# Myelosperma parasitica
Myelosperma parasitica är en svampart som beskrevs av K.D. Hyde & Steinke 1996. Myelosperma parasitica ingår i släktet Myelosperma och familjen Myelospermataceae.   Inga underarter finns listade i Catalogue of Life.